# Elektra
För andra betydelser, se Elektra (olika betydelser).

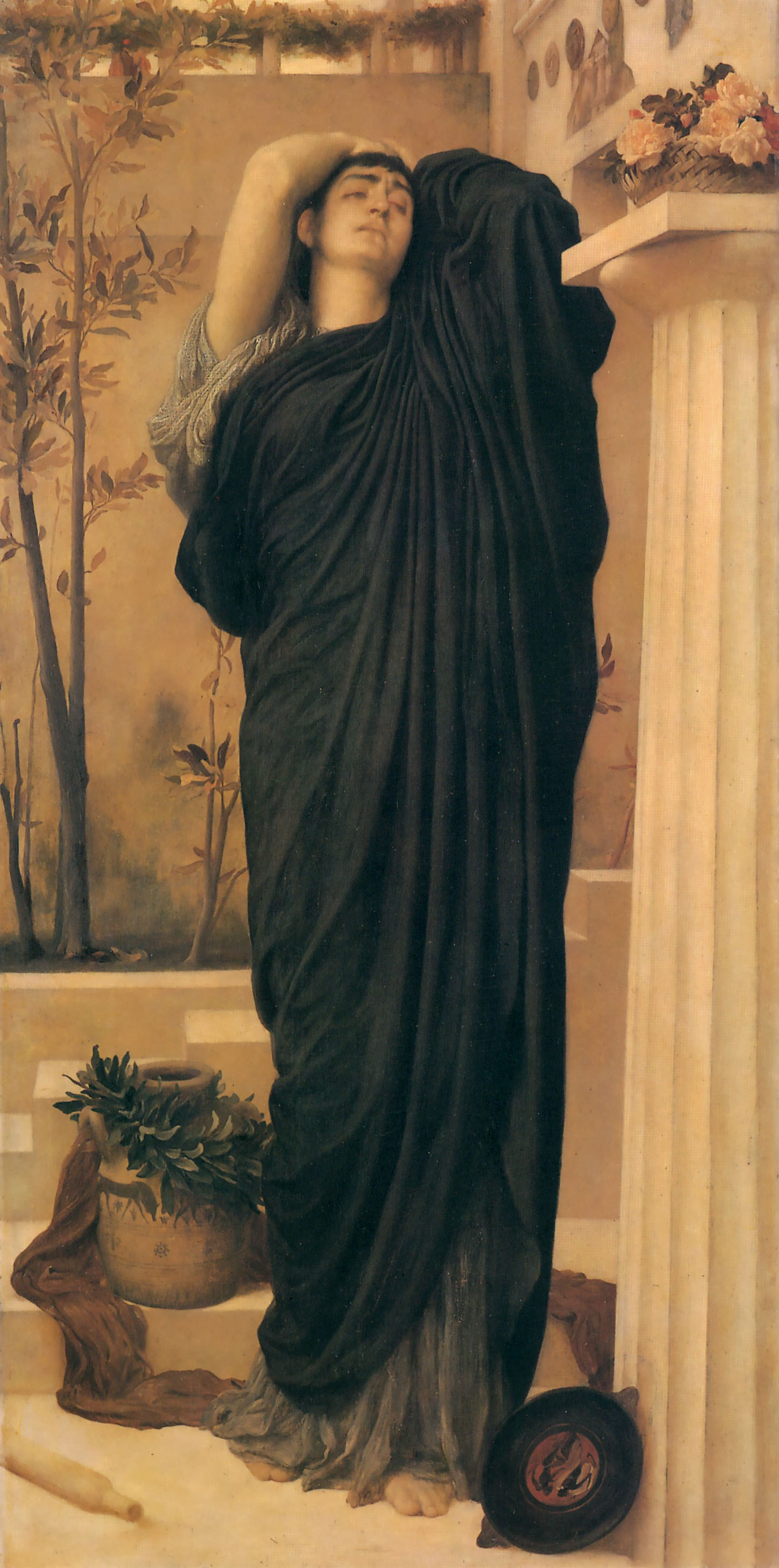
Elektra vid Agamemnons grav, målning av Frederic Leighton 1869

Elektra var inom den grekiska mytologin Agamemnons och Klytaimnestras dotter samt syster till Ifigeneia och Orestes. Av sin moder och dennas älskare, Aigisthos, drevs Elektra ur hemmet och förde därvid med sig den unge Orestes, vilken överlämnades till konung Strofios i Fokis för att uppfostras.
För att hämnas faderns död eggade hon Orestes att döda deras mor och Aigisthos. Detta har senare gett upphov till Carl Gustav Jungs begrepp Elektrakomplex, som är den kvinnliga motsvarigheten till Oidipuskomplex.
Hon gifte sig med Pylades och födde honom två söner. Hennes historia behandlas dramatiskt av Aiskylos, Sofokles och Euripides.